# Wijken en buurten in Deurne
De Nederlandse gemeente Deurne is voor statistische doeleinden onderverdeeld in wijken en buurten. De gemeente is verdeeld in de volgende statistische wijken:
- Wijk 00 Deurne (CBS-wijkcode:076200)
- Wijk 01 Vlierden (CBS-wijkcode:076201)
- Wijk 02 Liessel (CBS-wijkcode:076202)
- Wijk 03 Neerkant (CBS-wijkcode:076203)
- Wijk 04 Helenaveen (CBS-wijkcode:076204)

Een statistische wijk kan bestaan uit meerdere buurten. Onderstaande tabel geeft de buurtindeling met kentallen volgens het Centraal Bureau voor de Statistiek (2008):
| CBS-buurtcode | Buurtnaam                    | Inwonertal | Opp. totaal (ha) | Opp. land (ha) | Ligging                |
| ------------- | ---------------------------- | ---------- | ---------------- | -------------- | ---------------------- |
| BU07620000    | Deurne-Centrum               | 6130       | 212              | 212            | Locatie in de gemeente |
| BU07620001    | Sint Jozefparochie           | 2350       | 136              | 136            | Locatie in de gemeente |
| BU07620002    | Zeilberg                     | 1700       | 87               | 87             | Locatie in de gemeente |
| BU07620003    | Walsberg                     | 1040       | 91               | 91             | Locatie in de gemeente |
| BU07620004    | Koolhof                      | 4280       | 88               | 88             | Locatie in de gemeente |
| BU07620005    | Heiakker                     | 5070       | 99               | 99             | Locatie in de gemeente |
| BU07620006    | Industrieterrein             | 420        | 167              | 167            | Locatie in de gemeente |
| BU07620007    | De Vennen                    | 520        | 17               | 17             | Locatie in de gemeente |
| BU07620009    | Verspreide huizen Deurne     | 2810       | 4832             | 4823           | Locatie in de gemeente |
| BU07620100    | Vlierden                     | 1050       | 86               | 86             | Locatie in de gemeente |
| BU07620109    | Verspreide huizen Vlierden   | 320        | 1176             | 1174           | Locatie in de gemeente |
| BU07620200    | Liessel                      | 2290       | 166              | 166            | Locatie in de gemeente |
| BU07620209    | Verspreide huizen Liessel    | 900        | 1740             | 1707           | Locatie in de gemeente |
| BU07620300    | Neerkant                     | 1310       | 97               | 97             | Locatie in de gemeente |
| BU07620309    | Verspreide huizen Neerkant   | 570        | 946              | 945            | Locatie in de gemeente |
| BU07620400    | Helenaveen                   | 640        | 236              | 232            | Locatie in de gemeente |
| BU07620409    | Verspreide huizen Helenaveen | 230        | 1660             | 1586           | Locatie in de gemeente |